# ابن الوردی
عمر بن مُظفّر ابن الوَردی (۱۲۹۰- ۱۳۴۹م)  جغرافیدان مورخ و شاعر شامیبود که در  فقه، علم لغت، نحو، گیاهان و حیوانات آثاری نگاشت.
مهمترین آثار او تاریخ ابن وردی و کتاب جغرافی خریدة العجائب وفریدة الغرائب (مروارید عجایب و یگانگی غرایب) میباشد.

## زندگی
زادهٔ ۱۲۹۰م/ ۶۸۹ق در معرة النعمان بود.در همان‌جا و حماة و حلب و دمشق درس خواند. در حلب، نایبِ قاضی محمد بن النقیب شد، حال آنکه هنوز جوان بود. ابن الوردی در طاعون سال ۱۳۴۹م/۷۴۹ق در حلب درگذشت.

## آثار
مهمترین آثار او:

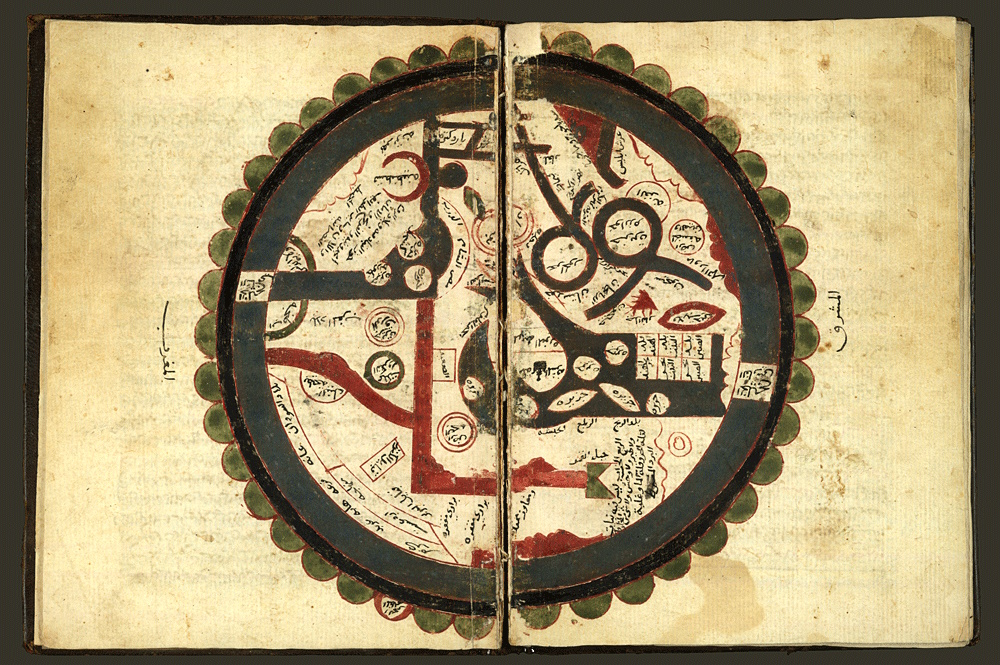
از نقشه‌های ابن الوردی

- تتمة المختصر فی أخبار البشر:  با عنوان تاریخ ابن الوردی شناخته می‌شود که در آن از المختصر فی‌الاخبار البشر اثر ابوالفدا استفاده بسیار کرده است.
- خریدة العجائب وفریدة الغرائب (مروارید عجایب و یگانگی غرایب) :  خریدات دانش جغرافیایی جهان عرب آن زمان را با اشاره به آب و هوا، زمین، جانوران و گیاهان، جمعیت، شیوه زندگی، دولت های موجود و حکومت های آنها در مناطق مختلف جهان خلاصه می کرد. این اثر با نقشه جهان رنگی و تصویر کعبه همراه بود.  برخی مدعی شده اند که بخشی از این کتاب سرقت ادبی از اثر نویسنده مصری نجم الدین احمد بن حمدان بن شبیب الحنبلی است با عنوان جامع الفنون و صلوات المحزون  البته شباهتهایی نیز با معجم البلدان یاقوت حموی مشاهده میشود.[۴]  نویسنده همچنین در مورد اسلاوها و سبک زندگی آنها صحبت می کند و از مهدیه به عنوان محل سکونت سلسله فاطمیان یاد می کند. در کل رنگ‌ وروی ادبی-خیالی بر کتاب چیره شده است.[۱]
- الشهاب الثاقب:  در تصوف.
- المِنَح
- بحور الشعر